# Neue Deutsche Zeitung
Die Neue Deutsche Zeitung erschien in Porto Alegre von 1881 bis 1941. Sie war eine der verbreitetsten deutschsprachigen Zeitungen in Brasilien.

## Geschichte
Am 29. Dezember 1881 erschien erstmals Koseritz' Deutsche Zeitung durch Carl von Koseritz. 
Dieser war vorher 17 Jahre lang Chefredakteur der Deutschen Zeitung gewesen, die er zur wichtigsten deutschsprachigen Zeitung der Region gemacht hatte, hatte diese Tätigkeit aber nach einem Streit mit dem Herausgeber aufgegeben.
Koseritz' Deutsche Zeitung entwickelte sich bald zu einer der verbreitetsten deutschen Zeitungen in der Region. In den ersten Jahren nahmen persönliche Auseinandersetzungen mit seiner vorherigen Zeitung aber noch einen größeren Platz ein.
Die Zeitung berichtete vor allem über Ereignisse in der Region und in Brasilien und enthielt viele Nachrichten über und für die deutschsprachige Bevölkerung. Sie erschien meist dreimal wöchentlich, zeitweise zweimal wöchentlich.
1888 wurde sie als die zweifellos bedeutendste Zeitung Brasiliens bezeichnet, die auf der gleichen Höhe wie die bestredigierten Zeitungen Europas stehe.
1893 hatte sie eine Auflage von 1700 Exemplaren.
Seit dem 20. September 1905 erschien sie als Neue Deutsche Zeitung täglich.
1935 war sie mit etwa 17.000 verkauften Exemplaren die zweitverbreitetste deutschsprachige Zeitung in Brasilien nach der Deutschen Zeitung in São Paulo.
1941 wurde das Erscheinen eingestellt, in der Zeit der   Nationalisierungspläne der Regierung.
Leiter
- Carl von Koseritz, 1881, Gründer
- Carl Bolle, 1893, leitender Redakteur
- Hans Maria von Held (João Maria von Held), 1902, leitender Redakteur[6]
- Hans Grimm, 1935, leitender Redakteur